# مرسر (میزوری)
مرسر (به انگلیسی: Mercer) یک شهر در ایالات متحده آمریکا است که در شهرستان مرسر، میزوری واقع شده‌است. مرسر ۰٫۹۶ کیلومتر مربع مساحت و ۳۱۸ نفر جمعیت دارد و ۳۲۸ متر بالاتر از سطح دریا واقع شده‌است.